# Philodicus pallidipennis
Philodicus pallidipennis är en tvåvingeart som beskrevs av Ricardo 1921. Philodicus pallidipennis ingår i släktet Philodicus och familjen rovflugor. Inga underarter finns listade i Catalogue of Life.